# Friedrich von Huene

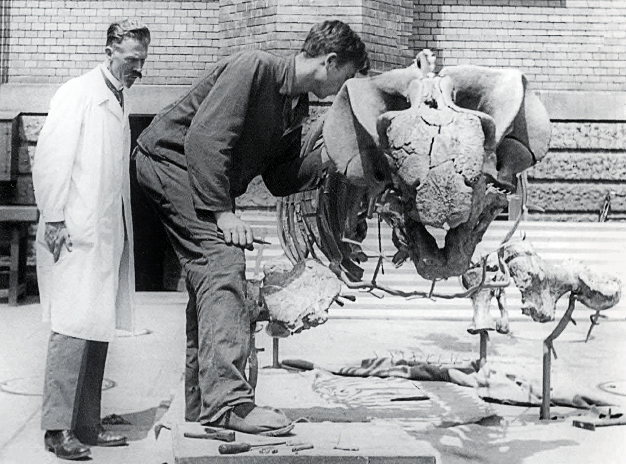
Präparation eines Skeletts von Stahleckeria potens durch Friedrich von Huene (links) und einen Kollegen im Jahr 1932

Friedrich Richard Freiherr von Hoyningen genannt Huene (* 22. März 1875 in Tübingen; † 4. April 1969 ebenda) war ein deutscher Wirbeltierpaläontologe. Im frühen 20. Jahrhundert war er der führende Experte für fossile Reptilien und Amphibien in Europa und beschrieb zu dieser Zeit mehr Arten von Dinosauriern als jeder andere Europäer.

## Leben
Nach Studium und Promotion an der Universität Tübingen 1898 wurde Hoyningen-Huene dort Professor für Paläontologie. Seine Promotion befasste sich noch mit silurischen Brachiopoden, doch wechselte er um die Jahrhundertwende in das Fach der fossilen Amphibien und Reptilien über. Im Laufe seiner über sechs Jahrzehnte währenden Laufbahn als Forscher erwarb er sich über die Grenzen Deutschlands und Europas hinaus den Ruf eines Fachmanns, insbesondere für Dinosaurier.
Zu den Besonderheiten seines Forscherlebens gehört die Entdeckung einer Herde von 35 Plateosauriern, die von einer Schlammlawine begraben worden waren. Er veröffentlichte die Beschreibung von Dinosaurierarten wie Saltopus (1910), Proceratosaurus (1926), Antarctosaurus (1929) sowie vieler anderer und prägte einige wichtige höhere Taxa wie die Infraordnung Prosauropoda (1920) und die Unterordnung Sauropodomorpha (1932). Friedrich von Huene unternahm mehrere ausgedehnte Forschungs- und Sammelreisen in Kontinente außerhalb Europas. 1911 bereiste er Nordamerika und wurde dort nicht nur mit den großen Museumssammlungen, sondern auch mit den Ausgrabungsmethoden im Gelände vertraut. 1923/1924 folgte eine Reise nach Argentinien (und Patagonien), die wieder den Museen wie auch den Grabungen galt, ein Besuch der Museen und Kollegen in Südafrika schloss sich unmittelbar an. 1928/1929 erfolgte eine weitere, klassisch gewordene Südamerika-Reise (Argentinien, Brasilien, Uruguay), bei deren Grabungen umfangreiches und großenteils unbekanntes Material mehrerer Reptilordnungen geborgen wurde, darunter vor allem großwüchsige, säugetierähnliche Reptilien wie Stahleckeria. Die wissenschaftliche Auswertung und Publizierung dieses Materials wurde im Werk „Die fossilen Reptilien des südamerikanischen Gondwanalandes“ beispielhaft vorgelegt (1935–1942). 1955 reiste er auf Einladung russischer Kollegen in die Sowjetunion.
Zu Ehren von Huenes wurden einige fossile Arten nach ihm benannt; der berühmte Erforscher der kambrischen Fauna des Burgess-Passes, Charles Walcott, benannte eine Brachiopodengattung nach ihm. Der 1995 beschriebene Liassaurus huenei, ein früher fleischfressender Theropode, wurde ihm zu Ehren benannt; der Name ist aufgrund einer nicht anerkannten wissenschaftlichen Beschreibung jedoch ein Nomen nudum und darum nicht valide (gültig).
F. v. Huene wurde 1896 Mitglied der Schweizerischen geologischen Gesellschaft, gehörte im August 1912 zu den Gründungsmitgliedern der Paläontologischen Gesellschaft und wurde ab dem 6. September 1912 zusammen mit Gustav von Arthaber erster Schriftführer. Im Jahr 1925 wurde er zum Mitglied der Leopoldina gewählt, 1948 erhielt er die Leopold-von-Buch-Plakette. 1955 wurde er Ehrenmitglied der Paläontologischen Gesellschaft und 1952 der Society of Vertebrate Paleontology. Seit 1929 war er korrespondierendes Mitglied der Sowjetischen Akademie der Wissenschaften. 1955 wurde er Ehrenmitglied des Vereins für vaterländische Naturkunde in Württemberg.

## Schriften (Auswahl)
- Die fossile Reptil-Ordnung Saurischia, ihre Entwicklung und Geschichte. In: Monogr. Geol. Palaeontol. (ser. 1) 4; S. 1–361 (1932)
- Paläontologie und Phylogenie der Niederen Tetrapoden, G. Fischer 1956
- Die Saurierwelt und ihre geschichtlichen Zusammenhänge, G. Fischer 1952, 2. Auflage 1954
- Die Erschaffung des Menschen, Anker Verlag 1952
- Arbeitserinnerungen, Halle, Buchdruck des Waisenhauses 1944
- Die Dinosaurier der europäischen Triasformation mit Berücksichtigung der außereuropäischen Vorkommnisse, Geologische und Paläontologische Abhandlungen, Supplement-Band 1, S. 1–419, Jena, G. Fischer 1908
- Beiträge zur Kenntnis einiger Saurischier der schwäbischen Trias, Neues Jahrbuch für Mineralogie, Geologie und Paläontologie 1915, S. 1–27
- Die Ichthyosaurier des Lias und ihre Zusammenhänge. Monographien zur Geologie und Paläontologie, 1922; S. 1–122
- Ein neuer Pelycosaurier aus der unteren Permformation Sachsens. Geologische und Paläontologische Abhandlungen 14, 1925, S. 1–52
- Vollständige Osteologie eines Plateosauriden aus dem schwäbischen Keuper, Geologisch-Paläontologische Abhandlungen, Neue Folge, Band 15, 1926, S. 139–179
- Die Plateosaurier von Trossingen, Die Umschau, Band 4, 1929, S. 880–882
- Lebensbild des Saurischier Vorkommens im obersten Keuper von Trossingen, Palaeobiologica, Band 1, 1928, S. 103–116
- Die südafrikanische Karroo-Formation als geologisches und faunistisches Lebensbild, Borntraeger Verlag 1925 (Fortschritte der Geologie und Paläontologie 4,12)
- Wirbeltierfaunen des permischen Festlandes in Europa und ihre Zusammenhänge, Tübinger Naturwiss. Abh., Band 9, Enke Verlag 1925
- Die Placodontier. 4. Zur Lebensweise und Verwandtschaft von Placodus. In: Abhandlungen der Senckenbergischen Naturforschenden Gesellschaft, Bd. 38, Heft 4, 2. Teil, Frankfurt am Main 1933, S. 365–382
- Henodus chelyops, ein neuer Placodontier. Palaeontographica 84, 1936, S. 97–148
- Weg und Werk Gottes in Natur und Bibel: biblische Erörterungen eines Paläontologen, 3. Auflage, Wilhelm Schneider Verlag, Siegen 1947
- Schöpfung und Naturwissenschaft, Quell Verlag der Evangelischen Gesellschaft 1948